# Casa Paterna/La Pùnt
Die Casa Paterna/La Pùnt war eine Schweizer romanischsprachige Zeitung in Sagogn (Casa Paterna) und Zillis (La Pùnt), die sich an die Protestanten in der Surselva, im Domleschg und im Schams (Casa Paterna, in Surselvisch) sowie in der Sutselva (La Pùnt, in Sutselvisch) wendete. Sie entstand 1976 aus der Fusion der beiden Zeitungen La Casa Paterna («Das Vaterhaus») und La Pùnt («Die Brücke»). 1997 wurde sie in die neue romanische Tageszeitung La Quotidiana integriert.

## Geschichte
La Casa Paterna wurde im Dezember 1920 als Organ der «Renania Romontscha» und der «Uniun Romontscha de Schons» gegründet. Erst kam sie einmal, dann zweimal monatlich, ab 1925 wöchentlich heraus. Gedruckt wurde sie in Chur (ausser 1923 bis 1926 in Thusis). Erste Redaktoren waren Peter Paul Cadonau und Stefan Loringett, dann Hans Erni (1924–1947), Gallus Pfister (1947–1951), Christian Caduff (1947–1974), Gion Clopath (1974–1991) und Manfred Veraguth in Sagogn (1992–1996).

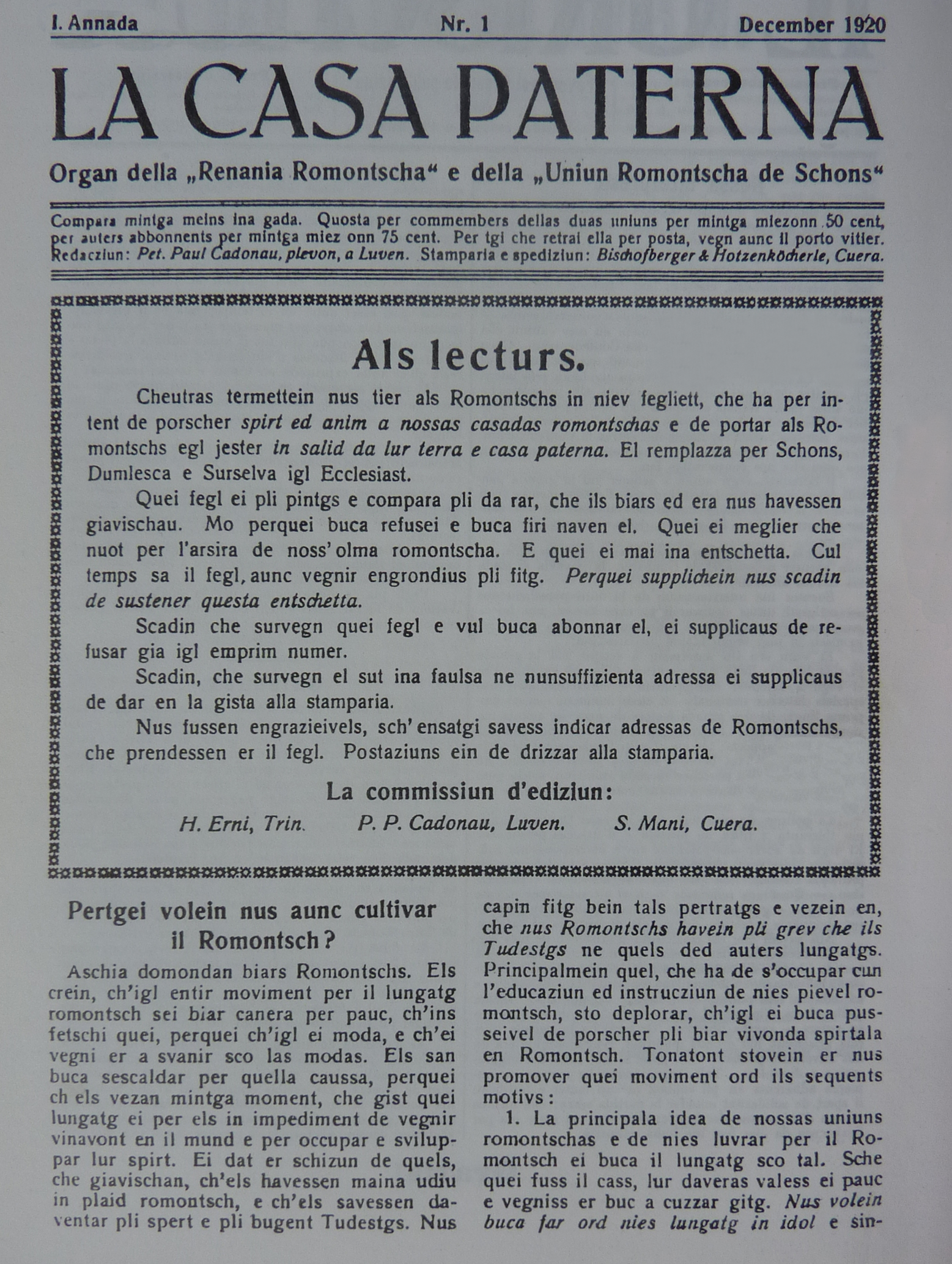
Titelseite der ersten Ausgabe der La Casa Paterna

La Pùnt wurde 1951 gegründet, um den Stimmen aus der Sutselva mehr Gewicht zu geben. Redigiert wurde sie von Stefan Loringett, damals Präsident der Lia Rumantscha. Finanzielle Probleme führten 1976 zur Fusion mit der La Casa Paterna. Redaktor des Zeitungsteiles La Pùnt war danach der Pfarrer Jacob Michael von Zillis.
1996 gründete Somedia die romanische Tageszeitung La Quotidiana, in die die Casa Paterna/La Pùnt wie auch die Gasetta Romontscha und der Fögl Ladin integriert wurden. Chefredaktor wurde der Chefredaktor der Gasetta Romontscha, Martin Cabalzar.